# College of New Jersey Tigers football 1880-1889
Nelle stagioni che vanno dal 1880 al 1889, i College of New Jersey Tigers football, rappresentanti il College of New Jersey (successivamente Princeton) hanno conquistato retroattivamente ben sei titoli nazionali.

## 1880
Co-Campione Intercollegiate Football Association
| 10-23-1880           | Stevens Tech*    | Princeton, NJ  | W 6-0 |
| 10-30-1880           | at Pennsylvania* | Filadelfia, PA | W 2-0 |
| 11-02-1880           | Rutgers*         | Princeton, NJ  | W 8-0 |
| 11-06-1880           | Pennsylvania*    | Princeton, NJ  | W 1-0 |
| 11-13-1880           | Harvard*         | Princeton, NJ  | W 2-1 |
| 11-25-1880           | at Yale*         | New York, NY   | T 0-0 |
| *Gare non-conference |                  |                |       |

## 1881
| 10-15-1881           | at Rutgers*      | New Brunswick, NJ | W 5-0 |
| 10-22-1881           | Stevens Tech*    | Princeton, NJ     | W 7-0 |
| 10-29-1881           | at Pennsylvania* | Filadelfia, PA    | W 7-0 |
| 11-04-1881           | Michigan*        | Princeton, NJ     | W 1-0 |
| 11-05-1881           | Pennsylvania*    | Princeton, NJ     | W 4-0 |
| 11-10-1881           | Rutgers*         | Princeton, NJ     | W 1-0 |
| 11-12-1881           | at Columbia*     | New York, NY      | W 1-0 |
| 11-19-1881           | Harvard*         | Princeton, NJ     | T 0-0 |
| 11-24-1881           | at Yale*         | New York, NY      | T 0-0 |
| *Gare non-conference |                  |                   |       |

## 1882
| 10-07-1882           | Princeton Alumni* | Princeton, NJ     | W 5-0  |
| 10-14-1882           | Rutgers*          | Princeton, NJ     | W 5-0  |
| 10-28-1882           | Pennsylvania*     | Princeton, NJ     | W 8-0  |
| 11-07-1882           | at Columbia*      | New York, NY      | W 8-0  |
| 11-11-1882           | at Pennsylvania*  | Filadelfia, PA    | W 10-0 |
| 11-14-1882           | at Rutgers*       | New Brunswick, NJ | W 3-0  |
| 11-18-1882           | at Harvard*       | Cambridge, MA     | L 1-2  |
| 11-25-1882           | Columbia*         | Princeton, NJ     | W 3-0  |
| 11-30-1882           | at Yale*          | New York, NY      | L 1-2  |
| *Gare non-conference |                   |                   |        |

## 1883
| 10-17-1883           | at Rutgers*      | New Brunswick, NJ | W 20-0 |
| 10-22-1883           | Lafayette*       | Princeton, NJ     | W 54-7 |
| 10-24-1883           | at Stevens Tech* | Hoboken, NJ       | W 14-0 |
| 10-27-1883           | Rutgers*         | Princeton, NJ     | W 61-0 |
| 11-03-1883           | Pennsylvania*    | Princeton, NJ     | W 39-6 |
| 11-06-1883           | at Wesleyan*     | Middletown, CT    | W 24-0 |
| 11-17-1883           | Harvard*         | Princeton, NJ     | W 26-7 |
| 11-24-1883           | at Yale*         | New York, NY      | L 0-6  |
| *Gare non-conference |                  |                   |        |

## 1884
Co-Campione Intercollegiate Football Association
| 10-04-1884           | at Rutgers*      | New Brunswick, NJ | W 23-5  |
| 10-08-1884           | at Stevens Tech* | Hoboken, NJ       | W 4-0   |
| 10-15-1884           | Wesleyan*        | Princeton, NJ     | W 22-2  |
| 10-18-1884           | Rutgers*         | Princeton, NJ     | W 35-0  |
| 10-25-1884           | at Pennsylvania* | Filadelfia, PA    | W 31-0  |
| 10-29-1884           | Lafayette*       | Princeton, NJ     | W 140-0 |
| 11-01-1884           | Stevens Tech*    | Princeton, NJ     | W 56-0  |
| 11-08-1884           | Johns Hopkins*   | Princeton, NJ     | W 57-0  |
| 11-19-1884           | at Harvard*      | Cambridge, MA     | W 36-6  |
| 11-27-1884           | at Yale*         | New York, NY      | T 0-0   |
| *Gare non-conference |                  |                   |         |

## 1885
Campione Intercollegiate Football Association
| 10-03-1885           | at Stevens Tech*        | Hoboken, NJ    | W 94-0  |
| 10-14-1885           | Stevens Tech*           | Princeton, NJ  | W 76-0  |
| 10-24-1885           | at Pennsylvania*        | Filadelfia, PA | W 57-0  |
| 10-31-1885           | Pennsylvania*           | Princeton, NJ  | W 80-10 |
| 11-07-1885           | at Columbia Law School* | New York, NY   | W 64-0  |
| 11-11-1885           | Johns Hopkins*          | Princeton, NJ  | W 10-0  |
| 11-14-1885           | Wesleyan*               | Princeton, NJ  | W 76-0  |
| 11-21-1885           | at Yale*                | New Haven, CT  | W 6-5   |
| 11-26-1885           | at Pennsylvania*        | Filadelfia, PA | W 76-10 |
| *Gare non-conference |                         |                |         |

## 1886
Co-Campione Intercollegiate Football Association
| 10-09-1886           | Stevens Tech*    | Princeton, NJ  | W 58-0 |
| 10-13-1886           | at Stevens Tech* | Hoboken, NJ    | W 61-6 |
| 10-16-1886           | at Pennsylvania* | Filadelfia, PA | W 30-0 |
| 10-23-1886           | Pennsylvania*    | Princeton, NJ  | W 55-9 |
| 11-06-1886           | at Pennsylvania* | Filadelfia, PA | W 28-6 |
| 11-13-1886           | Harvard*         | Princeton, NJ  | W 12-0 |
| 11-20-1886           | at Wesleyan*     | Hartford, CT   | W 76-6 |
| 11-25-1886           | Yale*            | Princeton, NJ  | T 0-0  |
| *Gare non-conference |                  |                |        |

## 1887
| 10-08-1887           | Lafayette*       | Princeton, NJ     | W 47-0 |
| 10-12-1887           | at Rutgers*      | New Brunswick, NJ | W 30-0 |
| 10-15-1887           | Lehigh*          | Princeton, NJ     | W 80-0 |
| 10-19-1887           | at Pennsylvania* | Filadelfia, PA    | W 57-0 |
| 10-22-1887           | Pennsylvania*    | Princeton, NJ     | W 42-0 |
| 10-29-1887           | Wesleyan*        | Princeton, NJ     | W 69-0 |
| 11-05-1887           | at Pennsylvania* | Filadelfia, PA    | W 95-0 |
| 11-12-1887           | at Harvard*      | Cambridge, MA     | L 0-12 |
| 11-19-1887           | at Yale*         | New York, NY      | L 0-12 |
| *Gare non-conference |                  |                   |        |

## 1888
| 10-03-1888           | Lehigh*          | Princeton, NJ     | W 65-0  |
| 10-06-1888           | at Crescent AC*  | New York, NY      | W 31-0  |
| 10-10-1888           | Pennsylvania*    | Princeton, NJ     | W 63-0  |
| 10-13-1888           | Stevens Tech*    | Princeton, NJ     | W 80-0  |
| 10-17-1888           | at Rutgers*      | New Brunswick, NJ | W 78-0  |
| 10-20-1888           | Pennsylvania*    | Princeton, NJ     | W 38-0  |
| 10-24-1888           | Rutgers*         | Princeton, NJ     | W 82-0  |
| 10-31-1888           | Johns Hopkins*   | Princeton, NJ     | W 104-0 |
| 11-03-1888           | at Wesleyan*     | Middletown, CT    | W 44-0  |
| 11-10-1888           | at Pennsylvania* | Filadelfia, PA    | W 4-0   |
| 11-17-1888           | Harvard*         | Princeton, NJ     | W 18-6  |
| 11-24-1888           | at Yale*         | New York, NY      | L 0-10  |
| *Gare non-conference |                  |                   |         |

## 1889
Campione Intercollegiate Football Association
| 10-05-1889           | Lehigh*          | Princeton, NJ  | W 16-0  |
| 10-12-1889           | at Lehigh*       | Bethlehem, PA  | W 16-4  |
| 10-19-1889           | Stevens Tech*    | Princeton, NJ  | W 49-0  |
| 10-26-1889           | at Pennsylvania* | Filadelfia, PA | W 72-4  |
| 11-02-1889           | at Wesleyan*     | Middletown, CT | W 98-0  |
| 11-06-1889           | at Columbia*     | New York, NY   | W 71-0  |
| 11-16-1889           | at Harvard*      | Cambridge, MA  | W 41-15 |
| 11-23-1889           | Orange AC*       | Princeton, NJ  | W 54-6  |
| 11-28-1889           | at Yale*         | New York, NY   | W 10-0  |
| 11-30-1889           | at Columbia AC*  | Washington     | W 57-0  |
| *Gare non-conference |                  |                |         |